# Gynopygoplax meyeri
Gynopygoplax meyeri är en insektsart som beskrevs av Schmidt 1909. Gynopygoplax meyeri ingår i släktet Gynopygoplax och familjen spottstritar.
Artens utbredningsområde är Filippinerna. Inga underarter finns listade i Catalogue of Life.